# 甘基當鎮區
甘基当镇区為緬甸伊洛瓦底省勃生縣的行政區。2014年人口177,990人，區域面積790.49平方公里。甘基当為該鎮之行政中心。

## 相關連結
- 甘基当镇区村庄列表（英语：List of villages in Kangyidaunt Township）